# Ben Ketting
Ben Ketting (Apeldoorn, 1960) is een Nederlands televisieregisseur, presentator, componist, auteur en programmamaker voor televisie.

## Biografie
Ketting groeide op in Apeldoorn, studeerde klassieke piano en lichte muziek aan het conservatorium in Arnhem en begon op zijn zevende met pianolessen. Bij deze lessen werd ontdekt dat hij een groot improvisatievermogen en een creatieve geest had.
Ketting begon in 1980 als freelance muziekredacteur voor de NCRV. Halverwege de jaren tachtig toerde hij door Zuid-Afrika samen met Bob Fitts en de Amerikaan Scott Wesley Brown en daarnaast trad hij op bij het eerste Go-festival. Tijdens laatstgenoemde tour bezocht hij ook projecten van Moeder Teresa in het Indiase Chennai. Tussen 1985 en 1989 werkte hij op schepen van Operatie Mobilisatie. In 1989 ontmoette Ketting de gospelrockband Harvest. Samen met Jerry Williams en Ed Kerr toerde hij drie jaar lang als lid van deze band door de Verenigde Staten. Tijdens dit verblijf maakte hij met Benson Record een cd: Asian Skies.
In 1992 stapte hij over naar de Evangelische Omroep (EO). Daar werd hij programmamaker, televisiepresentator en acteur. Hij maakte en presenteerde het muziekprogramma Prinsen en Prinsessen. Hierna hielp Ketting in Mir@kel en BlinQ kinderen met wat ze heel graag willen, bijvoorbeeld iets in de saaie tuin of een drumstel, en maakte daar een liedje over. Ook werkte hij mee aan de quiz Omega Code en schreef hij scenario's en scripts voor televisie. Na het presenteren ging Ketting achter de schermen aan de gang als regisseur voor De Verandering, Geloof en een Hoop Liefde en Van Harte. Medio 2018 werd Ketting ontslagen bij de EO – naar eigen zeggen als gevolg van het beleid van de NPO – waarna hij als freelancer verderging. Eind november 2018 onthulde Ketting dat zijn zoon jaren verslaafd is geweest aan drugs. Hierna ging Ketting aan de slag bij Groot Nieuws Radio waar hij "Geloof en Gezondheid" presenteerde.

## Publicaties
In 2001 kwam zijn luisterliedjes-cd En toen ben ik uit en in 2005 het Engelstalige Children of Light. In december 2023 wordt zijn Young Adult-debuut Zippo verwacht.
- International Standard Name Identifier: 0000 0001 3109 4597
- MusicBrainz: 15b49787-8bbe-46d9-a4db-f54e1dbafb0d
- Nederlandse Thesaurus van Auteursnamen: 073711063
- Virtual International Authority File: 290215272
- WorldCat: E39PBJfCrDmbBMTQJT9rGRhmBP